# Aconitum fletcherianum
Aconitum fletcherianum là một loài thực vật có hoa trong họ Mao lương. Loài này được G.Taylor mô tả khoa học đầu tiên năm 1952.